# Ulla Scholl

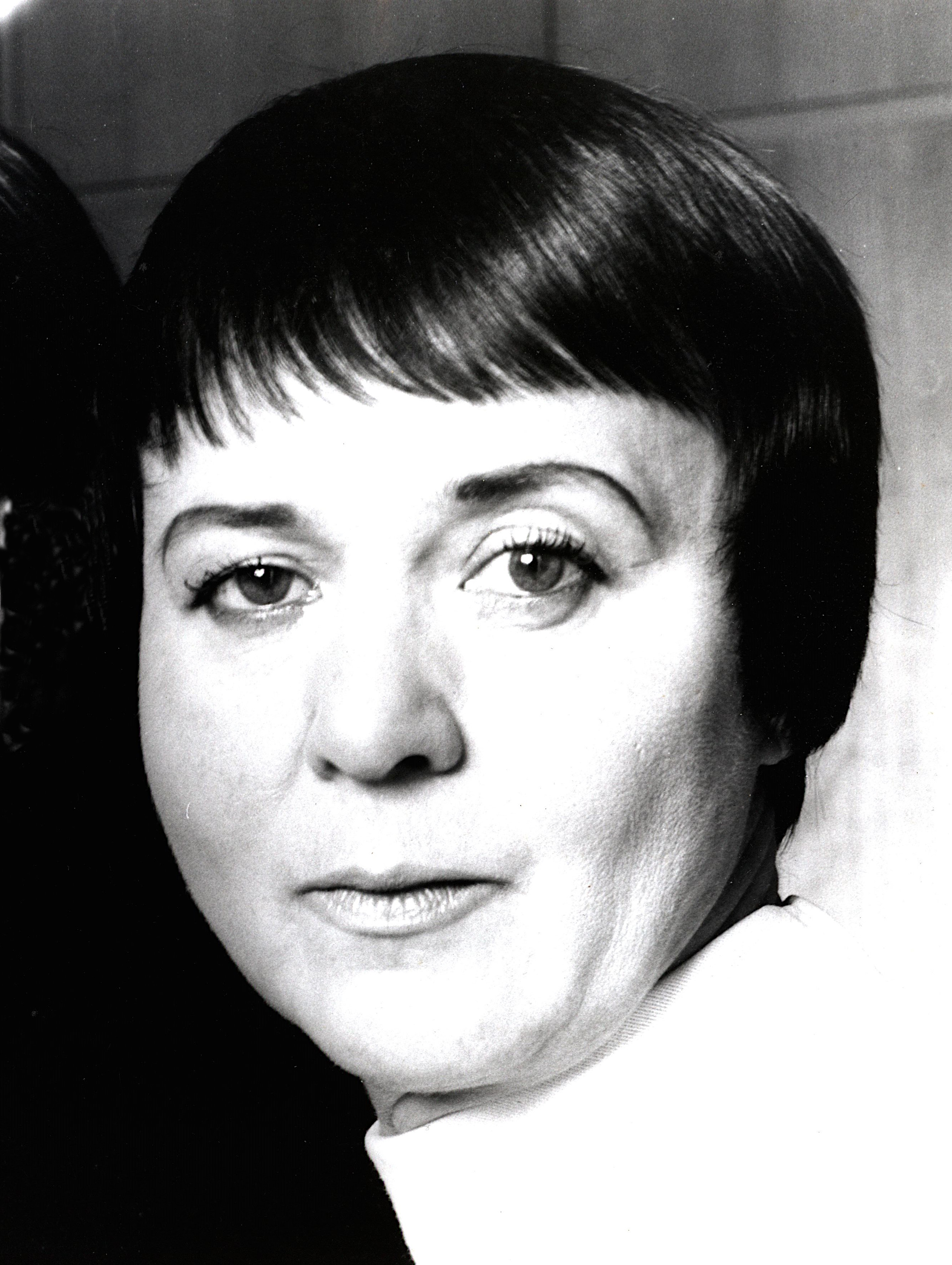
Ulla Scholl

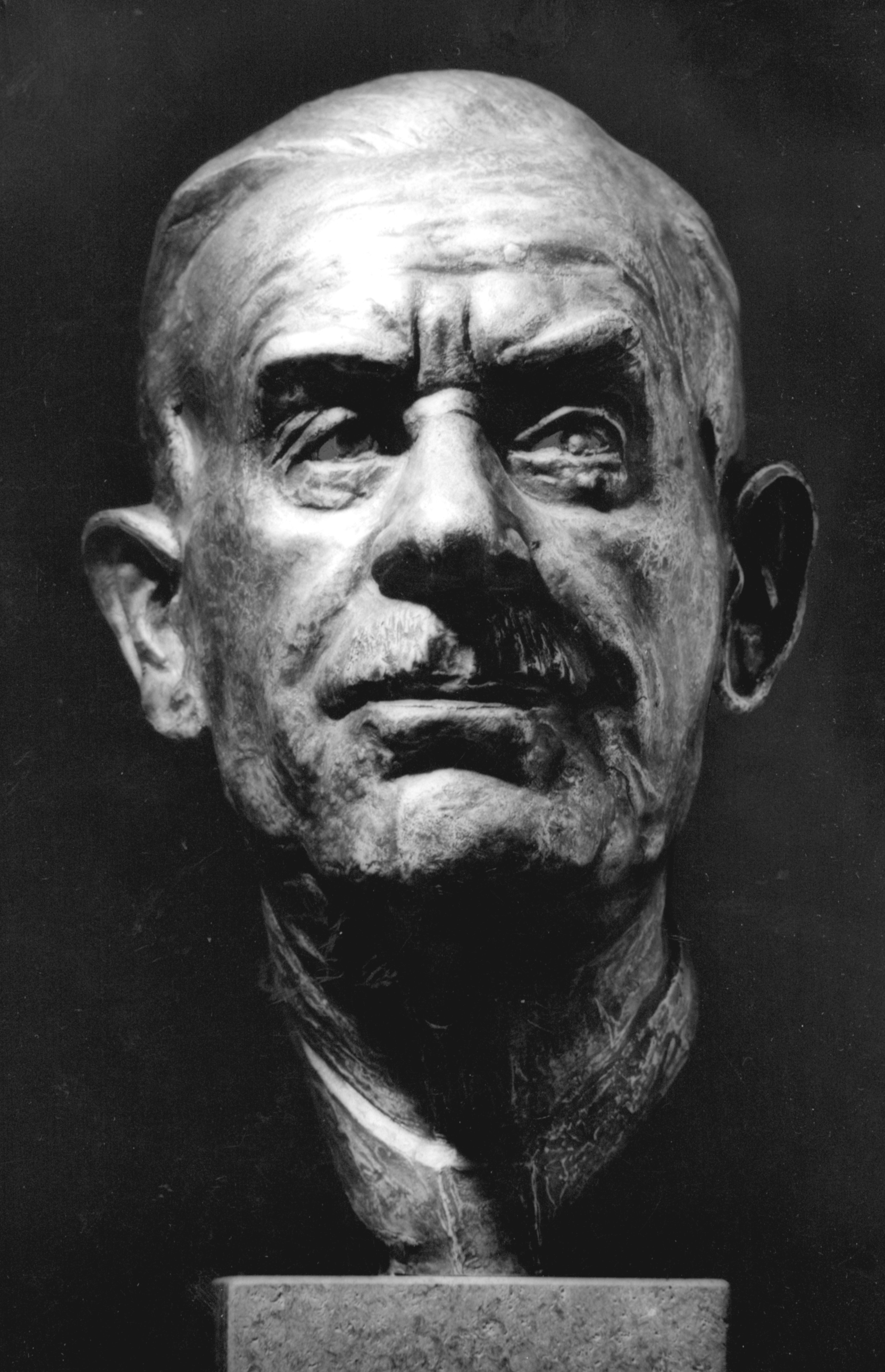
Büste von Thomas Mann, 1969

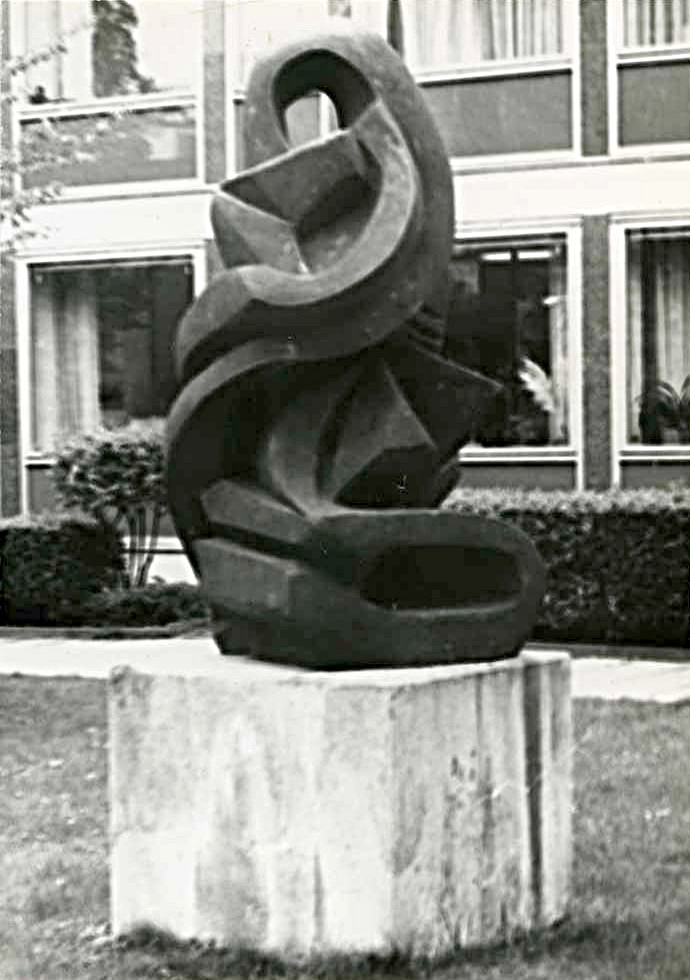
Die Aufstrebende, 1968

Ulla Scholl (auch Ulla Scholl senior, * 18. März 1919 in Darmstadt; † 21. August 2011 in Dachau) war eine deutsche Bildhauerin. Sie gehört zu einer Dynastie von Bildhauern, die sich bis ins 17. Jahrhundert zurückverfolgen lässt und die über mehrere Generationen hinweg zwölf Künstler und zwei Künstlerinnen hervorgebracht hat. Mitglieder waren unter anderem Johann Baptist Scholl d. Ä. (1784–1854), Johann Baptist Scholl der Jüngere (1818–1881).

## Leben
Sie wurde als jüngste Tochter des Bildhauers Hermann Maria Scholl (1875–1957) in Darmstadt geboren. Ulla Scholl begann ihr Studium 1937 bei Gustav Scheinpflug an der Kunstfachhochschule Mainz. Danach studierte sie ab 1938 Bildhauerei bei Hermann Geibel, Architektur bei Rosemann und Kunstgeschichte bei  Ottilie Thiemann-Stoedtner an der TH Darmstadt und an der Städelschule in Frankfurt bei Herbert Garbe. Dank eines Stipendiums ihrer Heimatstadt konnte sie 1940 in München Bildhauerei u. a. bei Joseph Wackerle studieren.
Seit den 1950er Jahren arbeitete Ulla Scholl als freischaffende Künstlerin und wurde dank ihrer bildhauerischen Werke im öffentlichen Raum und für Kunst am Bau überregional bekannt. Sie lebte lange Jahre in München und später in Dachau. Nach dem Tod von Ottilie Thiemann-Stoedtner, die sie von ihrer gemeinsamen Jugend in Darmstadt kannte, bewohnte sie bis zu ihrem Tod das Carl Thiemann-Haus in der Hermann-Stockmann-Straße in Dachau, wo ihre Tochter, die Bildhauerin und Malerin Ulla M. Scholl jun. (* 1948) noch heute lebt und arbeitet.
1976 erhielt sie als erste Frau den Auftrag ein Werk für die Münchner Ruhmeshalle zu erstellen und fertigte die Marmorbüste des Bayerischen Staatsministers Maximilian Graf von Montgelas. 1987 folgte ein Auftrag für die Büste von Adolf von Hildebrand.
Ulla Scholl starb im Alter von 92 Jahren in Dachau. Sie wurde in der Familiengrabstätte auf dem Alter Friedhof (Darmstadt) begraben (Grabstelle: I B 105).

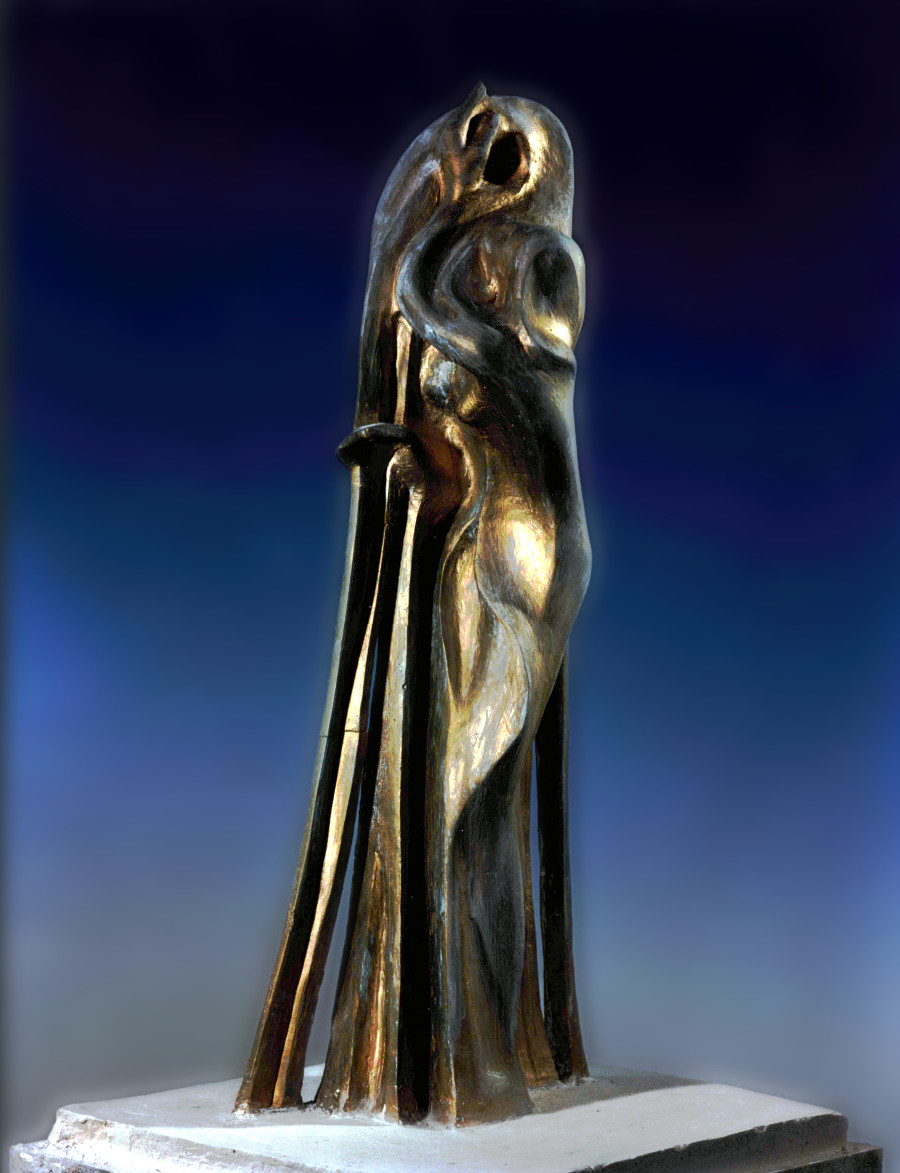
Sonnentanz, 1990

## Werke
- 1954: Ammoniten-Brunnen im Innenhof des Geologischen Instituts der Ludwig-Maximilians-Universität München (LMU), München.
- 1954: Bronzebüste Albert Maucher, Universität München.
- 1954: Bronzebüste Otto von Bollinger, Auftrag Med. Institut LMU München.
- 1954: Bronzebüste Seyfried, Auftrag Med. Institut LMU München.
- 1955: Bronzebrunnenskulptur Wohnanlage München.
- 1955: Restaurierungsarbeiten mehrere Reliefs an der Fassade der Universität München.
- 1955: Bronzebüsten Generalkonsul Norbert Handwerk (Insel-Film) und seines Vaters.
- 1955: Bronzebüste Dir. Strauff, Werbeagentur, Essen.
- 1958: Bronzeumzäunung Grabanlage „Scheufelen“, Papierfabrik Scheufelen, Oberlenningen.
- 1959: Bronzebüste Wilhelm Strahringer, Darmstadt.
- 1959: Bronzebüste Oberbürgermeister Dr. Ludwig Engel, Auftrag HEAG, Darmstadt.
- 1960: Schmiedeeisernes Fassadenrelief „Sonnentanz“, Auftrag HEAG, Darmstadt.
- 1960: Bronzebüste des Schriftstellers Carlo Mierendorff, Auftrag Stadt Darmstadt.
- 1961: Bronzebüste Oberbürgermeister Walter Klaus Köbel, Stadt Rüsselsheim.
- 1961: Bronzestatue Wohnanlage Darmstadt, Auftrag Stadt Darmstadt.
- 1961: Mosaikwand aus Plexiglas Verwaltungsgebäude Röhm & Haas, Darmstadt.
- 1961: Brunnenmosaik Eingangshalle Südhessisches Wasserwerk, Darmstadt.
- 1962: Bronzestatue Elly Heuss-Knapp, Elly Heuss-Knapp Schule, Darmstadt.
- 1962: Bronzeskulptur mit Brunnen Jugenheim, Auftrag HEAG, Darmstadt.
- 1963: Bronzebrunnenskulptur Wohnanlage Firma Merk, Auftrag Hessisches Elektrizitätswerk, Darmstadt.
- 1964: Bronzeplastik „Mövengruppe“, Auftrag Bauverein, Darmstadt.
- 1964: Betonfries im Saunahof des Hallenbades in der Lacke, Auftrag Stadt Rüsselsheim.
- 1964: Aluminiumplastik Dresdner Bank, Nürnberg.
- 1965: Großplastik in Gussbeton Mutter mit Kind, Mannheim; ein Zweitguss wurde 1973 von ihr der Stadt Dachau gestiftet.
- 1967: Bronzebüste John F. Kennedy, Museum Washington, USA.
- 1968: Die Aufstrebende, Skulptur, Konrad-Adenauer-Allee 148 in Bonn-Gronau.
- 1969: Bronzebüste Thomas Mann, Auftrag der Stadt München.
- 1969: Zweitguß Thomas Mann Schule Arheilgen, Verleihung des Johann-Heinrich-Merck-Preises.
- 1969: Bronzegroßplastik für das Ausbildungszentrum Königstein der Dresdner Bank, Frankfurt a. M.
- 1969: Kupferrelief „Lichtfunke“, Elektrizitätswerk, Darmstadt.
- 1970: Bronzegroßplastik „Energie“, Verwaltungsgebäude Isar-Amper-Werke, München.
- 1971: Bronzegroßplastik „ohne Titel“, Dresdner Bank, München.
- 1973: Großplastik (Beton) Hasenbergl München, Auftrag Stadt München.
- 1974: Aluminiumplastik Dresdner Bank Duisburg, Auftrag Dresdner Bank.
- 1974: Bronzetierplastik mit Brunnenanlage, Gemeinnützige Wohnbaugesellschaft München.
- 1975: Bronzeabguss Thomas Mann im Thomas-Mann-Gymnasium München.
- 1975: Denkmal mit Bronzebüste des Heimatdichters Robert Schneider, Auftrag Stadt Darmstadt.
- 1975: Bronzebüste Ottilie Thiemann-Stoettner, Kunsthistorikerin und Verfasserin der Buchbiographie über den Hofbildhauer Johann Baptist Scholl d. J.
- 1976: Marmorbüste des Bayerischen Staatsministers Maximilian Graf von Montgelas (1759–1838) für die Ruhmeshalle München, Auftrag Bayerischer Staat … darf die Auszeichnung für sich in Anspruch nehmen, als erste Frau eine Büste für den Bayerischen Ehrentempel auf der Theresienhöhe geschaffen zu haben. (Münchner Merkur)
- 1976: Bronzebüste Maximilian von Montgelas, Ruhmeshalle München.
- 1976: Bronzebüste des Dachauer Malers und Holzschneiders Carl Thiemann, Sparkasse Dachau.
- 1976: Bronzegroßplastik „ohne Titel“ Adenauerplatz Eberstadt-Süd, Auftrag Stadt Darmstadt.
- 1980: Bronzeskulptur St. Vitus an der Feuersäule, Auftrag der Kirche, Pfarrer Oberreuter.
- 1980: Brunnenbronzeskulptur „Johannes“ Gemeinde Sulzemoos.
- 1981: Bronzebüste Ernst Schneider, Stifter der Porzellansammlung Schloß Lustheim (Schleißheim), Auftrag Bayerische Schlösser und Seenverwaltung, München.
- 1983: Steinskulptur Grabmal Elsässer, München.
- 1987: Marmorbüste Adolf von Hildebrand für die Ruhmeshalle München, Auftrag Bayerischer Staat
- 1993: Rekonstruktionsmodelle für die Wiederherstellung der Brunnen „FORTUNA“ und „FAUNA“ Schloß Herrenchiemsee, Auftrag Bayerische Verwaltung der staatlichen Schlösser, Gärten und Seen, München, Modelle im Schloß Herrenchiemsee.
- 1994: Bronzegroßskulptur „Vincenz von Paul“, Gymnasium Kloster Markt Indersdorf, Auftrag Landratsamt Dachau.
- 1995: Stahlplastik „ohne Titel“, Sparkasse Heimhausen, Auftrag Sparkasse Dachau.
- 1997: Gipsrelief „Joseph Effner“ für das Joseph-Effner-Gymnasium, Auftrag Landratsamt Dachau.
- 1998: Ankauf der Steingußskulptur „Frauenakt“, Landratsamt Dachau.
- 2000: Bronzeskulptur „Spielende Kinder“, Privatauftrag Sauerland.
- 2006: Ankauf der Bronzeskulpturen „Sonnenmotiv“ und „Stehende“, Stadt Dachau.

In Darmstadt sind aus der Zeit nach ihrem Studium Skulpturen an folgenden Orten und folgender Personen zu sehen:
- 1959: Porträtbüste des langjährigen Oberbürgermeisters Ludwig Engel, Darmstadt.
- 1960: Porträtbüste Carlo Mierendorff, Darmstadt.
- 1961: Bronzeplastik Stehender weiblicher Akt, Ecke Gervinusstraße/Darmstraße.
- 1962: Bronzestatue Elly Heuss-Knapp, vor der Elly-Heuss-Knapp-Schule, Darmstadt.
- 1963: Hundegruppe, Betonskulptur, Kurt-Schumacher-Straße, Darmstadt-Eberstadt.
- 1967: Bronzebüste Frank Thiess, Darmstadt.
- 1976: Großskulptur, Bronze, Adenauerplatz, Darmstadt.[1]
- 1977: Bronzeabguss Thomas Mann in der Thomas-Mann-Schule, Darmstadt

## Auszeichnungen und Preise
- 1977: Johann-Heinrich-Merck-Ehrung
- 1993: Bundesverdienstkreuz am Bande